# Sharon Wee
Pour les articles homonymes, voir Wee.
Sharon Wee, née le 5 octobre 1977 à Malacca, est une joueuse professionnelle de squash représentant la Malaisie. Elle atteint, en décembre 2006, la 18e place mondiale sur le circuit international, son meilleur classement.
Après sa retraite sportive en 2012, elle commente sur Astro Arena, une chaine TV malaisienne, tous les sports de raquette.

## Palmarès

### Titres
- Championnats d'Asie par équipes : 6 titres (1996, 1998, 2002, 2004, 2006, 2008)

### Finales
- Championnats d'Asie : 2004